# Wilhelm Gass
Friedrich Wilhelm Joachim Heinrich Gass, född den 28 november 1813 i Breslau, död den 21 februari 1889 i Heidelberg, var en tysk teolog, son till den Schleiermacher närstående, framstående kyrkomannen och teologen Joachim Christian Gass (1776-1831).
Gass blev 1846 extra ordinarie professor vid universitetet i Breslau, 1847 extra ordinarie och 1855 ordinarie professor vid universitetet i Greifswald, 1862 vid universitetet i Giessen och 1868 vid universitetet i Heidelberg. Gass, som av Schleiermacher och Neander mottagit sina starkaste intryck, var en frisinnad teolog med utpräglat förmedlande tendenser, en ivrig förkämpe för evangeliska unionen och en vetenskaplig författare av sällsynt flit. 
Bland hans skrifter kan nämnas en serie bidrag till den grekiska kyrkans, då i Västerlandet i mycket nästan okända, historia (till exempel Symbolik der griechischen Kirche 1872), vidare Georg Calixtus und der Synkretismus (1846) och framför allt Geschichte der protestantischen Dogmatik (4 band, 1854-67) och Geschichte der Ethik (2 band, 1881-87).